# Jozef Brešťanský
Jozef Brešťanský (28. ledna 1926 Záblatie u Trenčína – 2. dubna 1968 Řehenice) byl slovenský právník, vyšetřovatel a soudce Nejvyššího soudu Československa. V 50. letech se podílel na vykonstruovaných procesech.

## Život
Absolvoval Právnickou školu pracujících a poté externě studoval Právnickou fakultu. Na počátku 50. let byl předsedou místního lidového soudu v Trnavě, kde se podílel na vykonstruovaných precesech. Následně byl předsedou krajského soudu v Trnavě a krajského soudu v Bratislavě. V roce 1964 nastoupil do Prahy na Nejvyšší soud Československa, kde se stal náměstkem předsedy Nejvyššího soudu Československa Josefa Litery.
Na začátku roku 1968 vedl vyšetřování kriminalistů Státní bezpečnosti znovu otevřeného případu smrti Jana Masaryka z roku 1948. Jeho smrt byla tehdy znovu potvrzena jako sebevražda.

## Sebevražda
Po začátku obrodného procesu Pražského jara v roce 1968 dostal na starosti agendu rehabilitací neoprávněně odsouzených v 50. letech, ačkoliv se tehdy na procesech sám podílel. 28. března 1968 publikoval slovenský deník Smena skutečnosti o činnosti Jozefa Brešťanského v 50. letech, konkrétně o vykonstruovaném procesu v bratislavském závodě Juraje Dimitrova z roku 1955, tedy jeho konfliktu zájmů v rámci justice. V tentýž den byl Brešťanský vyhlášen jako nezvěstný. 2. dubna 1968 byl nalezen oběšený v lese u obce Řehenice u Prahy. Ve vyšetřování jeho smrti bylo pracováno s možnostmi jeho zmizení jako únos, vražda či sebevražda. Jeho smrt byla po vyšetřování uzavřena jako sebevražda.

## Adaptace
V roce 1978 se případ Jozefa Břešťanského stal předlohou dílu seriálu 30 případů majora Zemana Štvanice.